# آتش (فیلم ۱۹۹۲)
آتش (به انگلیسی: Angaar) فیلمی محصول سال ۱۹۹۲ و به کارگردانی شاشیلال کی. نایر است. در این فیلم بازیگرانی همچون جکی شروف، دیمپل کاپادیا، نانا پاتیکار، قادرخان، اوم پوری، کیران کومار، نینا گوپتا ایفای نقش کرده‌اند.